# Meganeura monyi

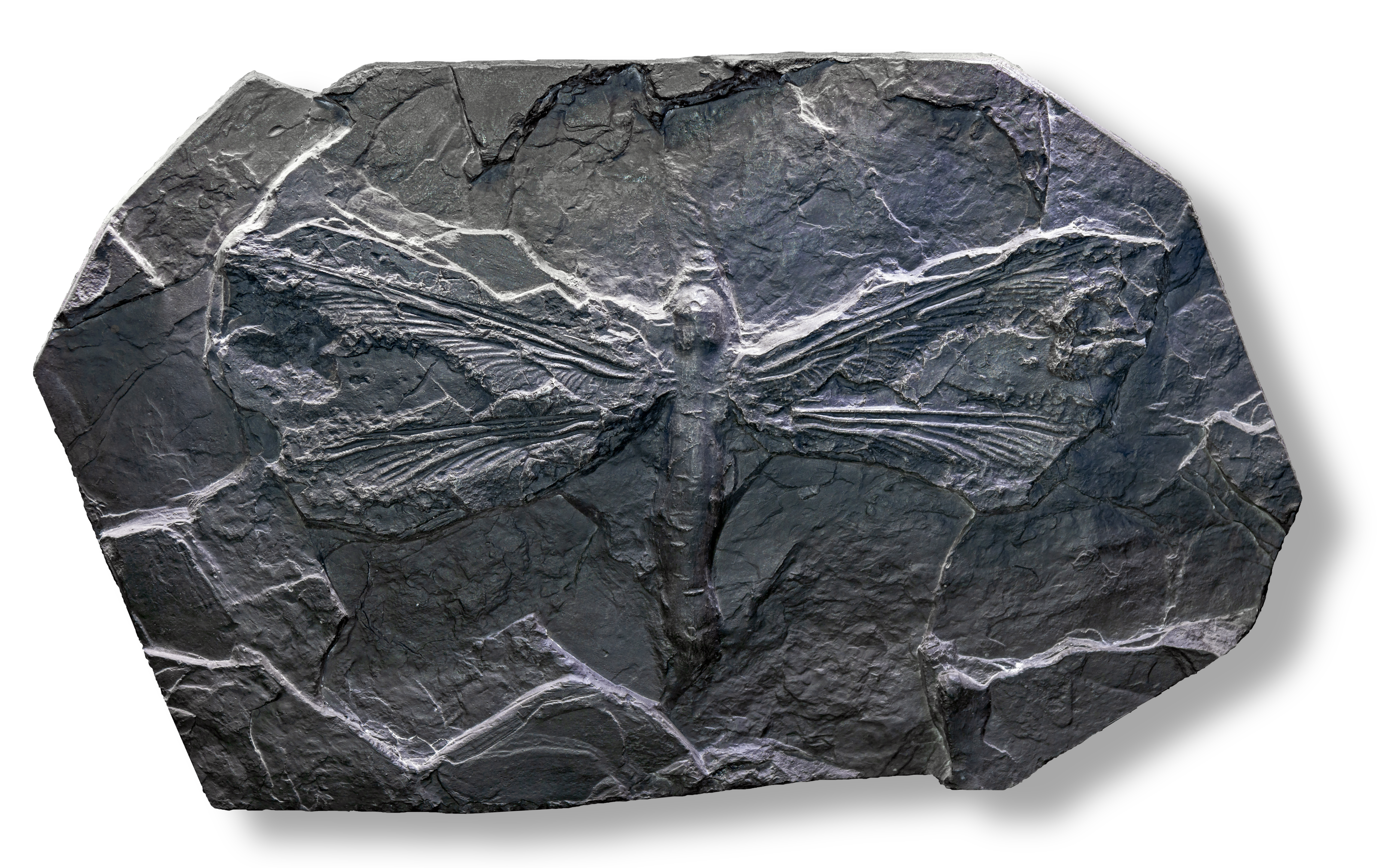
Fossile di meganeura al museo di Tolosa.

La meganeura (Meganeura monyi) fu un insetto preistorico vissuto nel Carbonifero, circa 300 milioni di anni fa.

## Descrizione
L'aspetto di questo animale ricorda moltissimo quello di una libellula di dimensioni gigantesche: con un'apertura alare di 75 centimetri e una lunghezza di 50 si tratta forse del più grande insetto mai apparso sulla Terra, anche se la specie del Permiano Meganeuropsis permiana è un altro buon candidato. La meganeura era un predatore che si cibava probabilmente di piccoli anfibi e altri insetti. Fossili di meganeura sono stati scoperti nelle miniere di carbone di Commentry in Francia nel 1880. Cinque anni più tardi il paleontologo francese Charles Brogniart descrisse e denominò il fossile. Un altro esemplare degno di nota fu scoperto a Bolsover, nel Derbyshire, nel 1979. L'olotipo si trova nel Museo nazionale di storia naturale di Francia a Parigi.

## Paleobiologia

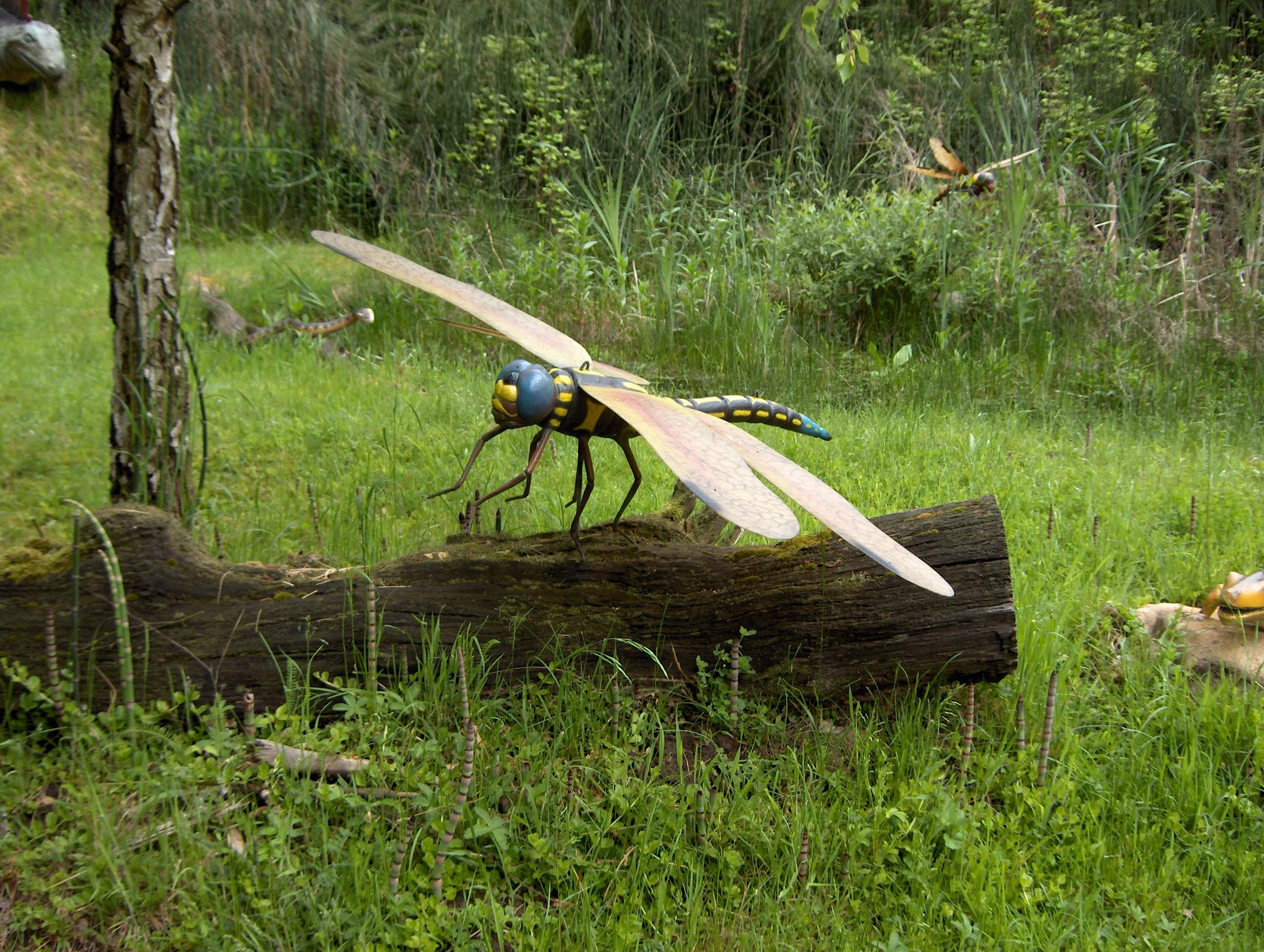
Ricostruzione di meganeura.

Controversie sono sorte sulla questione di come gli insetti del periodo Carbonifero fossero stati capaci di diventare così grandi. Il modo in cui l'ossigeno viene diffuso attraverso il sistema respiratorio tracheale pone un limite massimo alla taglia corporea, che però gli insetti carboniferi sembrano aver ben oltrepassato. Dapprima fu proposto che la meganeura potesse volare perché a quel tempo nell'atmosfera era presente più ossigeno dell'attuale venti per cento. Questa teoria fu abbandonata dagli scienziati successivi, ma ha ritrovato credito più di recente grazie a ulteriori studi nella relazione tra gigantismo e disponibilità d'ossigeno. Se questa teoria fosse corretta, questi insetti giganti sarebbero stati pericolosamente suscettibili ai livelli di ossigeno improvvisamente decrescenti, e certamente non potrebbero sopravvivere oggi nella nostra atmosfera.

## Nella cultura di massa
La Meganeura è uno degli animali preistorici più famosi al mondo e il più noto parente antico della moderna libellula. Compare in alcuni media, tra cui:
- Il pokémon Yanmega è basato sulla meganeura.
- Una Meganeura appare in Prehistoric Park.
- È presente nel romanzo di Michael Crichton Jurassic Park anche se non viene specificatamente menzionato che si tratti proprio di questa, potrebbe quindi essere una semplice libellula dalle dimensioni superiori.